# Polisíndeton
El polisíndeton (del griego πολύς polýs ‘mucho’, σύν sýn ‘con’, y δέω déo ‘atar’) es una figura literaria que consiste en la utilización de más conjunciones de las utilizadas habitualmente en el lenguaje, en donde se sigue la norma de vincular con conjunción solo los dos últimos elementos de una enumeración, uniendo palabras, sintagmas o proposiciones, cuya función consiste en darle un efecto de rapidez.

## Ejemplos
Ni nardos ni caracolas
tienen el cutis tan fino,
ni los cristales con luna
relumbran con ese brillo.
Federico García Lorca, «Romance de la casada infiel»

El prado y valle y gruta y río y fuente
responden a su canto entristecido
Fernando de Herrera

...después no puedes hacer nada
ni dar cuerda al reloj,
ni despeinarte,
ni ordenar los papeles
Gloria Fuertes

Hay un palacio y un río y un lago y un puente viejo,
y fuentes con musgo y hierba alta y silencio... un silencio.
Juan Ramón Jiménez

Cuanto más alto llegaba
de este viaje tan subido,
tanto más bajo y rendido
y abatido me hallaba…
San Juan de la Cruz

Y el santo de Israel abrió su mano,
y los dejó y cayó en despeñadero
el carro y el caballo y caballero…
Fernando de Herrera

Soy un fue y un será y un es cansado.
En el hoy y mañana y ayer junto
pañales y mortaja y he quedado
presentes sucesiones de difunto…
Francisco de Quevedo

Quiero minar la tierra hasta encontrarte
y besarte la noble calavera
y desamordazarte y regresarte…
Miguel Hernández

Y sueña. Y ama, y vibra, y es la hija del sol.
Rubén Darío